# Греведон, Анри
Анри Греведон (фр. Henri Grévedon, настоящее имя Пьер Луи Греведон; 1776—1860) — французский художник, живописец, миниатюрист, гравер и литограф.
Анри Греведон был сыном офицера стражи короля Людовика XVI.

## Обучение живописи

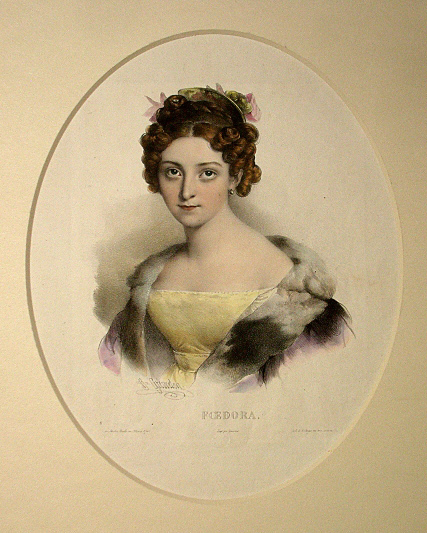
«Федора» (1830-е годы)

Обучение живописи Греведон начал с двумя учениками живописца  Франсуа-Андре Венсана, продолжил изучение изображения живой натуры в Академии, где получил две почетные медали. В начале века Греведон изучал историю живописи  в парижской студии Жан-Батиста Реньо. Он несколько лет учился в этой знаменитой мастерской и получил награду в конкурсе 1803 г.  на Римскую премию.
Греведон специализировался на портрете и  был вдохновлен стилем, введенным в моду Жан-Батист Изабе. Он заявляет о себе как о художнике-историке, что  становится очевидным в его «Мертвом герое» (частная коллекция, выставлен в Нью-Йорке, Шепардская галерея, 1985).
Греведон в 1804 г. принял участие в Парижском Салоне с картиной “Ахилл высаживается на берегу возле Трои”. Французы увидели в этом сюжете из «Илиады» известный политический подтекст. Картина Греведона живо напоминала о предполагаемом десанте армии Наполеона на берега Англии. Дебют в Салоне стал для молодого живописца настоящим успехом, за свою историческую картину он получил медаль 1-го класса.

## Работа за рубежом
В период с 1806 по 1816 год Греведон делал свою карьеру за пределами Франции. Некоторое время работал в России, в 1810 году был принят Санкт-Петербургской академией художеств в «назначенные» на основании картин «Смерть Гектора», «Девочка с бабочкою» и «Мальчик с зайцем». Затем перешёл почти исключительно на портретный жанр, преимущественно в технике литографии (как на основании собственных рисунков, так и по работам других авторов).
В русской столице Греведону удалось завязать полезные знакомства и получить ряд заказов — им было выполнено в технике литографии несколько портретов членов императорской фамилии. Среди них стоит выделить портреты императрицы Екатерины II, императора Александра I, герцогини Ольденбургской Цецилии.
В 1812 году Греведон уехал в Швецию, где стал членом Королевской академии Швеции （Стокгольм).
Затем обучался в Лондоне, изучая работы сэра Томаса Лоуренса, а также гравюры меццо-тинта Сэмюэля Казинса. После обучения в Англии Греведон был хорошо подготовлен к манере изображения (manière） черно-белого рисунка, особенно отмечались его бархатистые тональные штрихи.

## Возвращение во Францию.
В 1816 году Анри Греведон вернулся в Париж продолжал писать портреты маслом, такие как «Портрет молодой женщины» （ 1820е, Музей Маньин, г. Дижон). Он создал много живописных портретов и миниатюр, а затем обратился непосредственно к камню и после 1822 года сконцентрировался на литографии. Греведон приобрел широкую известность, работая, в частности, в студии Шарля Мотта в 1820-х годах.
Живя во Франции, он выполняет и заказы для России. В 1830–40-х годах им исполнены гравированные портреты многих представителей царствующего дома и русской аристократии (например, портреты княгини Ал. Воронцовой-Дашковой, князя А.И. Барятинского, барона А.Л. Штиглица). Особенно удались ему портреты дочерей императора Николая Павловича великих княгинь Ольги Николаевны и Марии Николаевны. Первый был литографирован самим Греведоном по известному живописному полотну Т. фон Неффа, второй исполнен по его рисунку в 1840 году в литографии М. Шурова.
Исполнял Греведон и отдельные листы с портретами театральных див: французской актрисы Мадемуазель Марс, немецкой певицы Генриетты Зонтаг, прославленной русской драматической актрисы Асенковой. Любопытно, что портреты Варвары Николаевны Асенковой (1817–1840) продавались еще при ее жизни на Невском проспекте в магазине А.Ф. Фельтена и имели большой успех у петербургской публики. Стоимость их была довольно велика, один лист – 25 рублей, однако раскупали их с невероятной быстротой, чему способствовало участие в их создании знаменитых художников Владимира Гау и Анри Греведона.
Среди личностей, которые он изображал между 1825 и 1845 годами,  много актрис и танцоров того времени, таких как Мария Тальони, Фанни Эльслер, Мария Малибран, Леонтина Фэй, Люсиль Гран и т. д.

## Серии литографических портретов
Крупномасштабные литографические воображаемые портреты модно одетых женщин распространились в конце 1820-х и 1830-х годов. Анри Греведон разработал около двадцати серий между 1828 и 1840 годами, каждый из которых содержит от четырех до двадцати восьми отпечатков:
- «Галерея красоты» (англ. The Gallery of beauty; 1830),
- «Знаменательные эпохи в жизни женщины» (фр. Epoques remarquables de la vie de femme; 1830),
- «Словарь женщин» (фр. Vocabulaire de dames; 1831),
- «Героини главных современных романистов» (фр. Heroïnes des principaux romanciers contemporains; 1833),
- « Зеркало Леди» или «Новый французский алфавит» ( фр. Le Miroir des dames, ou Nouvel alphabet français； 1834)
- «Сборник портретов актрис главных парижских театров» (фр. Recueil de quelques portraits d'actrices des principaux théâtres de Paris; 1831—1834) и другие.
- ”Месяцы” (1838)
- ”Портреты женщин, согласно их социальному рангу” (1840 год) и другие.

По всей вероятности, Греведон не только создавал рисунки, но и сам литографировал многие листы, поскольку они имеют личную сигнатуру мастера, но не содержат указаний на авторство другого литографа. Особое достоинство многих работ Греведона в том, что они раскрашены вручную. Как правило, раскраска не повторялась, что придавало каждому листу черты индивидуальности.
Литография стала идеальной средой моды в 1820-х годах и 1830-е годы, потому что она смогла идти в ногу с темпом изменения моды. Некоторые литографии, такие как серия Греведона, занимали промежуточную зону между изобразительным искусством и коммерческим искусством в 1820-х и 1830-х.
Оскар Фишель и Макс фон Бун, Моды и манеры девятнадцатого века, представленные в картинах и гравюрах времени, том. II, 1818-1842
Главным конкурентом Греведона в этом жанре был   Ашиль Девериа,  еще один художник, который отказался от гравюр в пользу литографии. Октав Тассарт, Альфо́нс-Лео́н Ноэль и Шарль Филипо́н также делали литографии такого типа,  создавая свои проекты и иногда воспроизводя картины других художников.

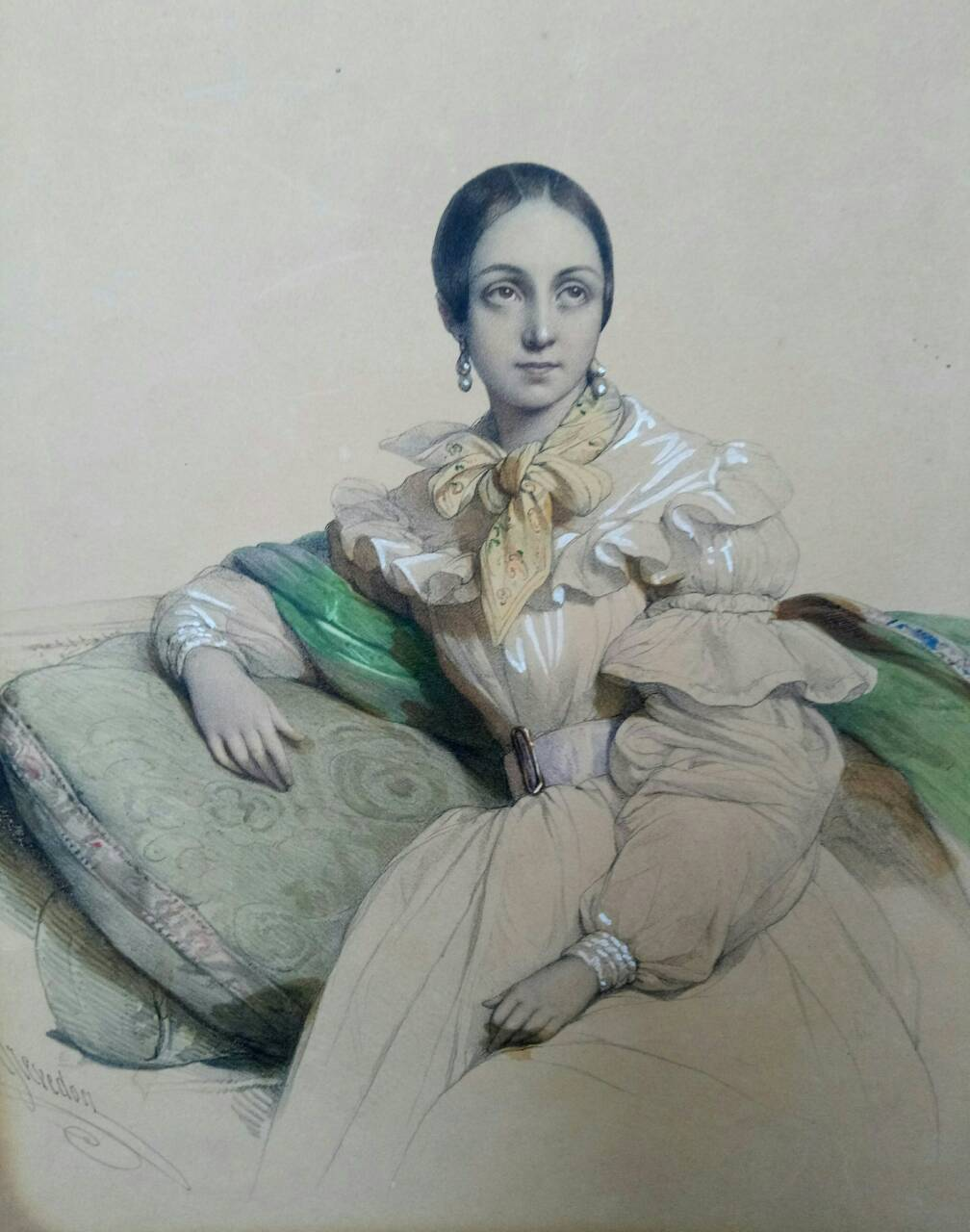
Анри Греведон, № 12, Revere, Благоговеть, Бумага, литография, ручная раскраска. Париж. 1830-е

Портреты Греведона, особенно женские, носили возвышенно-идеализированный характер. Как сообщает на рубеже XIX—XX веков Энциклопедия Брокгауза и Ефрона, литографии Греведона «пользовались в 30-х годах нынешнего столетия большим почетом и поныне уважаются коллекционерами эстампов».

## Словарь леди - «Le Vocabulaire des dames»  (1831-1834)
«Le Vocabulaire des dames»  (1831-1834) Анри Греведона является примером нового жанра литографий, появившихся в конце 1820-х и начале 1830-х годов.
Титульная страница серии литографий  «Le Vocabulaire des Dames» гласила: «Эта коллекция портретов будет пополняться каждый месяц, сразу как появляется новая мода».
Литографии Альбома были большие, их размеры 48,5 (H) x 31 (W) см (19 x 12 1/8 дюйма) . Эти размеры фолио сделали их слишком большими для вставки в альбомы и книги «на память», которые обычно были октаво в формате от 20 до 25 см (от 8 до 10 дюймов) (H) или меньше.
Печатные издания Греведона  были выпущены четырьмя партиями по шесть отпечатков в течение четырех лет и могли быть приобретены как отдельно  или как серии.

Внушительные размеры этих литографий сделали их подходящими для обрамления в качестве настенных изображений. Ведущие продавцы печатных изданий предлагали позолоченные рамы и стекло по их размерам.
”Комнатки гусарского офицера, прикомандированного из армии к гвардейскому полку, описывать недолго. Седла, мундштуки, несколько литографий Греведона, бронзовая чернильница, маленький коврик, статуэтка Тальони, кровать - да и все тут.” (В. А. Соллогуб. Большой свет. Повесть в двух танцах. 1840)
Великолепная ручная раскраска значительно повышала цену литографий Греведона. Черно-белое издание Le Vocabulaire des dames продалось за 9 франков за партию ( цена 1 штуки  1,50 франка), а ручная раскраска  почти удваивала эту цену, до 15 франков за партию ( цена единицы- 2,50 франка ).
Серия Grévedon была продана коммерчески, по подписке и через магазины в Париже и Лондоне.

Издателями Греведона в Париже были  Риттнер и Гупиль （Rittner and Goupil) и Джозеф Лемерсье  (Joseph Lemercier), а в Лондоне  Чарльз Тилт  ( Charles Tilt). Согласно давней традиции  издатели литографий печатали свои имена и адреса на них.
Целую неделю хлопотал он; зато любо было потом войти в его комнату. Перед окнами стоял опрятный стол, покрытый разными вещицами; в углу находилась полочка для книг с бюстами Шиллера и Гёте; на стенах висели ландкарты, четыре греведоновские головки и охотничье ружье…“ (И. С. Тургенев. Бретер. 1846.)

## Награды
В январе 1832 года Анри Греведон был  награжден  орденом Почетного легиона.
Произведения Анри Греведона пользуются популярностью в настоящее время и активно продаются на европейских аукционах, начиная с 1986 г. (в т.ч. в 2001 году аукцион Christie’s).